# Aegocera castaneimargo
Aegocera castaneimargo là một loài bướm đêm trong họ Noctuidae.